# Сабина Шпилрайн
Сабина Николаевна Шпилрайн (на руски: Шейвэ Нафтульевна) е руски психоаналитик.
Тя е последователно пациент, след това ученик и колега на Карл Густав Юнг, както е документирано в тяхната кореспонденция от периода и в нейните дневници. Тя се среща, кореспондира и има колегиални отношения и със Зигмунд Фройд. Един от най-известните ѝ пациенти е Жан Пиаже. Тя работи като психиатър, психоаналитик, учител и педиатър в Швейцария и Русия (тогавашен СССР), където през 1923 г. с Вера Шмид открива детска градина в Москва. Наречена е „Бялата детска стая“ (всички мебели, стени и вещи са в бяло), където те са залагали на индивидуалния и игровия подход към децата, част от които на тогавашния елит. „Бялата детска стая“ е затворена три години по-късно от властите заради фалшиви обвинения.
В света на психоанализата Шпилрайн е известна основно с концепцията за сексуалния подтик, съдържащ едновременно инстинкт за разрушение и инстинкт за трансформация, като по този начин тя изпреварва и двамата: както „инстинкта за смъртта/ нагона към смъртта“ на Фройд, така и вижданията на Юнг за „транформацията“.
Шпилрайн започва да бъде все по-оценявана като забележителен мислител, който е повлиял не само на Юнг, Фройд и Мелани Клайн, но също така и по-късни психолози като Жан Пиаже, Александър Лурия и Лев Виготски. Също така Шпилрайн има трудове, които са оставили своето влияние по различни теми, като половите роли, любовта, важността на интуицията при жените, несъзнаваното, интерпретацията на сънища, сексуалността и сексуалните пориви, либидото, сублимацията, преноса, езикознанието и езиковото развитие при децата.
През 30-годишната си професионална кариера тя публикува над 35 статии на три езика (немски, френски и руски), свързани с психоанализата, психологията на развитието, психолингвистиката и педагогическата психология. Най-известният ѝ и може би най-влиятелен публикуван труд е есето, озаглавено Разрушението като причина за изграждането („Destruction as the Cause of Coming Into Being“), написано на немски през 1912 г.
Въпреки че Шпилрайн е предимно запомнена покрай връзката ѝ с Юнг, днес тя е все по-признавана и оценявана като важен и иновативен мислител, който е бил маргинализиран заради своята необичайна еклектика, отказ да се присъедини към определена фракция, феминисткия си подход в психологията и своята смърт по време на Холокоста.

## Биография

### Произход и младежки години (1885 – 1904)
Родена е през 1885 г. в богато еврейско семейство в Ростов на Дон, в Руската империя. Нейната майка Ева Люблинская е от семейството на равини от Екатеринослав. Ева учи за зъболекар, но не е практикувала. Бащата на Сабина Николай (роден Нифтул) Шпилрайн е агроном. След като се мести от Варшава в Ростов, той става успешен търговец. На сертификата си за раждане Сабина е записана с името Шейве Нафтуловна, но през живота си и на официални документи тя използва името Сабина Николаевна. Тя е най-голямото от 5 деца. Тримата ѝ братя стават уважавани учени. Един от тях, Исаак Шпилрайн, е съветски психолог и пионер в областта на организационната психология.
От ранното си детство Сабина е с развито въображение и вярва, че има „висше призвание“ да достигне величие, като общува по темата тайно със своя „дух пазител“. Нейните родители имат буен брак, като Сабина е обект на насилие и от двамата. Тя страда от множество соматични симптоми и мании. Някои анализатори вярват, че е била обект на сексуално насилие от някого от семейството.
Тя посещава училището на Фрьобел, след това Екатеринската гимназия в Ростов, където се отличава в науките, музиката и езиците. Научава да говори свободно 3 езика. По време на юношеските си години тя продължава да е емоционално нестабилна, като първоначално се увлича по учителя си по история, а след това по чичо си по бащина линия. Докато е още в училище, с подкрепата на дядо си равин, тя решава да замине в чужбина, за да учи за лекар. В края на училищното си образование е наградена със златен медал.

### Психичен срив и престой в Бургхьолцли (1904 – 1905)
Менталното ѝ здраве започва да се влошава вследствие на внезапната смърт от тиф на нейната единствена сестра Емилия. Така на 18-годишна възраст Сабина получава срив със сериозна истерия, включваща тикове, гримаси и неконтролируем смях и плач. След неуспешен престой в швейцарски санаториум, където тя отново се увлича по един от лекарите, през август 1904 г. е приета в психиатричната болница Бургхьолцли, близо до Цюрих. Там директор по това време е Ойген Блойлер, който ръководи болницата като терапевтична общност със социални дейности за пациентите, включващи градинарство, драма и научни лекции. Един от асистентите там е Карл Густав Юнг, който по-късно бива назначен за заместник-директор.
В дните след своето постъпване Шпилрайн разказва на Юнг, че нейният баща често я е биел и че тя страда от мазохистични фантазии, че е бита. Блойлер осигурява отделянето ѝ от семейството, като след това изисква нейният баща и братя да нямат контакт с нея. Тя бързо се възстановява и през октомври вече е способна да кандидатства в медицинско училище и да асистира на Юнг в тестове с асоциация на думи в неговата лаборатория. Между октомври и януари Юнг провевежда тестове с асоциация на думи с нея, като също така използва и някои основни психоаналитични техники. По-късно той я посочва като първия си аналитичен случай два пъти в писмата си до Фройд, въпреки че в своите публикации той посочва двама по-късни пациенти.
По време на своя престой Шпилрайн се влюбва в Юнг. От януари до юни 1905 г. тя остава по свое желание в клиниката, въпреки че вече не е на лечение. Известно време работи като стажант.

### Студентка по медицина (1905 – 1911)
Тя посещава медицинското училище на Цюрихския университет от юни 1905 до януари 1911 г. с отлични резултати. Нейните дневници показват много богат обсег на интереси и четива, включително философия, религия, руска литература и еволюционна биология. Шпилрайн заедно с други сънароднички, също студенти по медицина, се обучават при Блойлер и Юнг. След това те стават психиатри и прекарват време във Виена при Фройд, като публикуват в различни списания за психоанализа.
Сабина завършва медицинската си дисертация под ръководството първо на Блойлер, а след това на Юнг върху клиничния случай, свързан с езика, използван от пациент с шизофрения. Публикувана е в издание, редактирано от Юнг: Jahrbuch für psychoanalytische und psychopathologische Forschungen. Фройд използва препратка към нейния труд в послеписа си към случая Шребер. Нейният труд е първият докторат изобщо, който се появява в списание за психоанализа и един от първите психоаналитични клинични случая на шизофрения. Той силно допринася за разбирането на езика, използван от шизофрениците. Тъй като това е един от първите трудове, които се фокусират върху шизофренията, нуждата от още изследвания довежда до концентрирането на повече хора върху менталната болест. Това е също така и първата написана от жена дисертация, която е ориентирана към психоанализата. Тя напуска Цюрих в деня след дипломирането си, решена да създаде независима кариера като психоаналитик другаде.

### Връзка с Карл Юнг
Докато е в медицинското училище, Шпилрайн продължава да асистира на Юнг в лабораторията, както преди, когато е била пациент. Присъства и на обиколките му в болницата, а отделно от това двамата се срещат и извън нея. Силните чувства към него, които тя развива като негов пациент, продължават по време на първите ѝ три години в медицинското училище, като тя създава фантазия, в която двамата имат дете, което наричат Зигфрид. Тя няма последващи терапии с него, въпреки че към края на 1907 г. той се опитва неформално да анализира нейното желание да има дете от него. През лятото на 1908 г., когато тя вече е в четвъртата си година в медицинското училище, тя и Юнг започват да имат все по-интимни срещи, които тя описва в дневниците си като „поезия“. Има различни мнения дали двамата са имали сексуални отношения. На тяхната връзка са посветени множество художествени и документални творби.
През 1908 г. Юнг пише на Шпилрайн: „За мое нещастие, не мога да живея без радостта от любов, от бурна, непрекъснато променяща се любов в живота ми.“
През следващите месеци Юнг пише на Фройд за връзката, първоначално обвинявайки Шпилрайн, че се е опитала да го прелъсти (безуспешно), като след това признава, че е в романтични отношения с нея. Шпилрайн също пише на Фройд, като изяснява, че за няколко месеца отношенията им са в известна степен физически, като включват, онова, което тя описва с думата „поезия“. „Накрая неизбежното се случи... Стигна се до момента, в който не издържаше повече и искаше „поезия“. Аз не можах и не исках да се съпротивлявам по свои причини.“. Междувременно Юнг подава оставка от своя медицински пост в Бургхъолцли, въпреки че продължава своята лабораторна работа и преподаването си в университета.
След прекъсване от няколко месеца, поради гореописаното противоречие, двамата възстановяват връзката си през лятото на 1909 г. като продължават да се виждат лично до към края на 1910 г. Шпилрайн окончателно напуска Цюрих през януари 1911 г. В личния дневник на Шпилрайн е написана датата 11 септември 1910 г. – точно 4 месеца, преди да завърши медицинското училище и преди да напусне и Юнг и Цюрих – че отново е размишлявала върху своята фантазия за раждането на дете от Юнг. Сабина вижда, че реално това е абсолютно невъзможно, как ще разруши нейния шанс да намери друга любов и ще унищожи нейите научни и професионални амбиции: „С бебе няма да бъда приета никъде. И това ще е в най-добрия случай; какво, ако дори не успея да забременея? Тогава нашето чисто приятелство ще бъде унищожено от интимната връзка, а нашето приятелство е това, което ми е толкова скъпо.“.
Този откъс от личния ѝ дневник от края на 1910 г. силно навежда на мисълта, че Шпилрайн ясно съзнава, че дори те най-накрая да имат сексуални отношения, тя може да не забременее. А, правейки подобна стъпка, „нашето чисто приятелство ще бъде унищожено от интимната връзка...“. Тези думи, написани малко преди нейното напускане на Цюрих, ясно показват, че каквото и да е било естеството на тяхната физическа „поезия“, Юнг и Шпилрайн никога не са били в сексуални взаимоотношения.
По онова време Фройд е толерантен към случващото се между Юнг и Шпилрайн и го разглежда като пример за контрапренос. По-късно той споделя на Шпилрайн, че това е изиграло голяма роля в схизмата между двамата: „Неговото поведение беше твърде лошо. Моето мнение страшно много се промени от времето, когато получих онова първо писмо от теб.“. Връзката между Шпилрайн и Юнг показва на Фройд, че емоциите и човечността на терапевта не могат да бъдат държани настрана от психоаналитичната връзка. Юнг стига до същото заключение. Преди този епизод Фройд очевидно вярва, че лекарят може да изключи емоциите си, когато анализира пациенти. Когато Юнг се обръща към Фройд заради връзката си с Шпилрайн, Фройд променя идеите си относно връзката между лекар и пациент. Сабина, от своя страна, изглежда счита отношенията си с Юнг като повече ползотворни, от колкото негативни. Тя продължава да го копнее още няколко години, като пише на Фройд, че за нея е много по-трудно да прости на Юнг това, че напуска движението на психоанализата, отколкото „онази история с мен“.
Сабина е разглеждана като една от причините за създадената от Юнг концепция за анима.
Шпилрайн напуска Цюрих през 1911 г., но продължава да си пише с Юнг между 1916 и 1919 г. По това време Юнг напуска психоанализата и основава собствена научна дисциплина, която нарича аналитична психология. Шпилрайн първо се мести във Виена, където се сближава с групата на д-р Фройд. Тук тя среща някои руски психоаналитици, включително Павел (Файвел Нотович) Шефтел, за когото се омъжва през следващата 1912 г., а година по-късно се ражда дъщеря им Рената.

### Завръщане в СССР
През 1923 г. семейството на Шефтел се завръща в Съветска Русия, където по това време, под патронажа на Лев Троцки, психоанализата се развива активно. В Москва се открива сиропиталище лаборатория „Международна солидарност“, където се отглеждат децата на най-висшите съветски служители, включително Василий Сталин. Сабина и семейството ѝ остават в Москва, където работи като педолог в града, кръстен на III Интернационал (Москва), ръководи секция по детска психология в 1-ви Московски държавен институт и е научен сътрудник в Държавния психоаналитичен институт и сиропиталището лаборатория „Международна солидарност“. В този институт тя провежда амбулаторен прием, консултира, чете специален курс „Психоанализа на подсъзнателното мислене“, провежда „семинар по детска психоанализа“, участва в „медицински срещи на служители“ на института и в работата на Руското психоаналитично дружество.
С опозоряването на Троцки психоанализата в СССР е забранена и Шпилрайн се завръща в родния си Ростов на Дон, където продължава да работи усилено, включително като лекар в клиника като психотерапевт, психоаналитик и педолог. През 1926 г. Сабина ражда втора дъщеря, Ева. На 27 юли 1930 г. е приет официален Указ за ликвидация на Руското психоаналитично дружество. Но Сабина Шпилрайн все още продължава аналитичната си работа и през 1931 г. едно от водещите психоаналитични списания, Imago, публикува нейната статия върху детските рисунки, направени с отворени и затворени очи. Това е последната ѝ публикация в европейски научни списания.

### Смърт
Шпилрайн и нейните дъщери оцеляват при първата германска инвазия на Ростов на Дон през ноември 1941 г., която бива смазана от Червената армия. През юли 1942 г. обаче германската армия отново окупира града. Сабина, заедно с двете си дъщери на 29 и на 16 години и още близо 27 000 души (предимно от еврейски произход) са разстреляни от наказателен СС отряд при Змиевская Балка, близо до Ростов на Дон.

## Наследство
Въпреки нейната близост с основните фигури, както в психоанализата, така и в психологията на развитието през първата част на XX век, Шпилрайн бива малко или много забравена в Западна Европа след заминаването си в Москва през 1923 г. Трагичната ѝ смърт през Холокоста допълнително задълбочава тази забрава. Публикуването на кореспонденцията между Юнг и Фройд през 1974 г., последвано от откриването на нейните писма и трудове и публикацията на част от тях от 80-те години нататък, правят името ѝ широко известно. Въпреки това в популярната култура името ѝ се свързва с еротичната подробност от живота на двамата мъже. В света на психоанализата Шпилрайн се дава просто като бележека под линия за нейната концепция за сексуалния подтик, съдържащ едновременно инстинкт за разрушение и инстинкт за трансформация, като по този начин тя изпреварва и двамата: както „инстинкта за смъртта/ нагон към смъртта“ на Фройд, така и вижданията на Юнг за „транформацията“; От неясната връзка с Юнг се ражда нещо позитивно и много полезно за психотерапията. Кореспонденцията на Юнг с Фройд за връзката му с Шпилрайн, вдъхновява Фройд за концепцията му за преноса и контрапреноса. 
През последните години Шпилрайн започва да бъде все по-оценявана като забележителен мислител, който е повлиял не само на Юнг, Фройд и Мелани Клайн, но също така и по-късни психолози като Жан Пиаже, Александър Лурия и Лев Виготски. Също така Шпилрайн има трудове, които са оставили своето влияние по различни теми, като половите роли, любовта, важността на интуицията при жените, несъзнаваното, интерпретацията на сънищата, сексуалността и сексуалните пориви, либидото, сублимацията, преноса, езикознанието и езиковото развитие при децата. Проучването на Александър Еткинд в Русия през 90-те години на XX век, показва, че не „изчезва“, след като напуска Западна Европа, но продължава активно да работи като клиничен лекар и изследовател.
Д-р Джон Лаунър вижда нейното историческо значение, като на някой, който е направил ранен опит да хармонизира психоанализата и психологията на развитието през всеобхватната рамка на биологията, изпреварваща модерните идеи за теорията за привързаността и еволюционната психология.
Д-р Ланс Оуенс смята, че важността на връзката на Шпилрайн с Юнг не трябва да се пренебрегва, а да се вижда по-скоро като допълнителна част от нейното наследство и обширно креативно влияние. Той доказва, че Шпилрайн е изиграла основна роля в личното психологично развитие на Юнг, неговото разбиране за любовта и неговите последващи концепции за „анима“ и „пренос“, които са основополагащи в психологията.“.
През 2015 г. на Конгреса на Американската психоаналитична асоциация се постига нов успех при утвърждаването на Шпилрайн като оригинален мислител, когато лекцията, с която се открива събитието, дадена от д-р Адриен Харис, е на тема „Клиничните и теоретични приноси на Сабина Шпилрайн“ („The clinical and theoretical contributions of Sabina Spielrein“), признавайки я за пионер в психоанализата на отношенията.
През ноември 2015 г. в Ростов на Дон се открива мемориалния музей „Сабина Шпилрайн“, в къщата, в която е живяла.